# Kufa (kynologia)
Kufa – przednia część głowy psa, obejmująca trzewioczaszkę. U wielu ras psa kufa jest wyraźnie oddzielona od pozostałej części głowy, czyli mózgoczaszki. Linię podziału stanowi przełom czołowo-nosowy, nazywany często stopem. Kufa zakończona jest truflą. W kufie mieszczą się narządy powonienia.
Długość kufy jest u psów czynnikiem decydującym o indeksie cefalicznym głowy. U psów występują trzy odmienne budowy czaszki:
- dolichocefaliczna - z wyraźnie wydłużoną kufą u ras takich jak charty, owczarek szkocki długowłosy;
- mezocefaliczna - z kufą średniej długości u ras takich jak owczarek australijski, cocker spaniel;
- brachycefaliczna - z krótka kufą u ras takich jak mops, pekińczyk, buldog angielski (najczęściej molosy).

Długość kufy wpływa znacząco na zgryz psa. W przypadku kufy krótkiej, występującej w czaszkach brachycefalicznych najczęściej występuje przodozgryz. U ras, gdzie jest on prawidłowy, wymogiem jest, aby przy zamkniętym pysku zęby nie były widoczne.

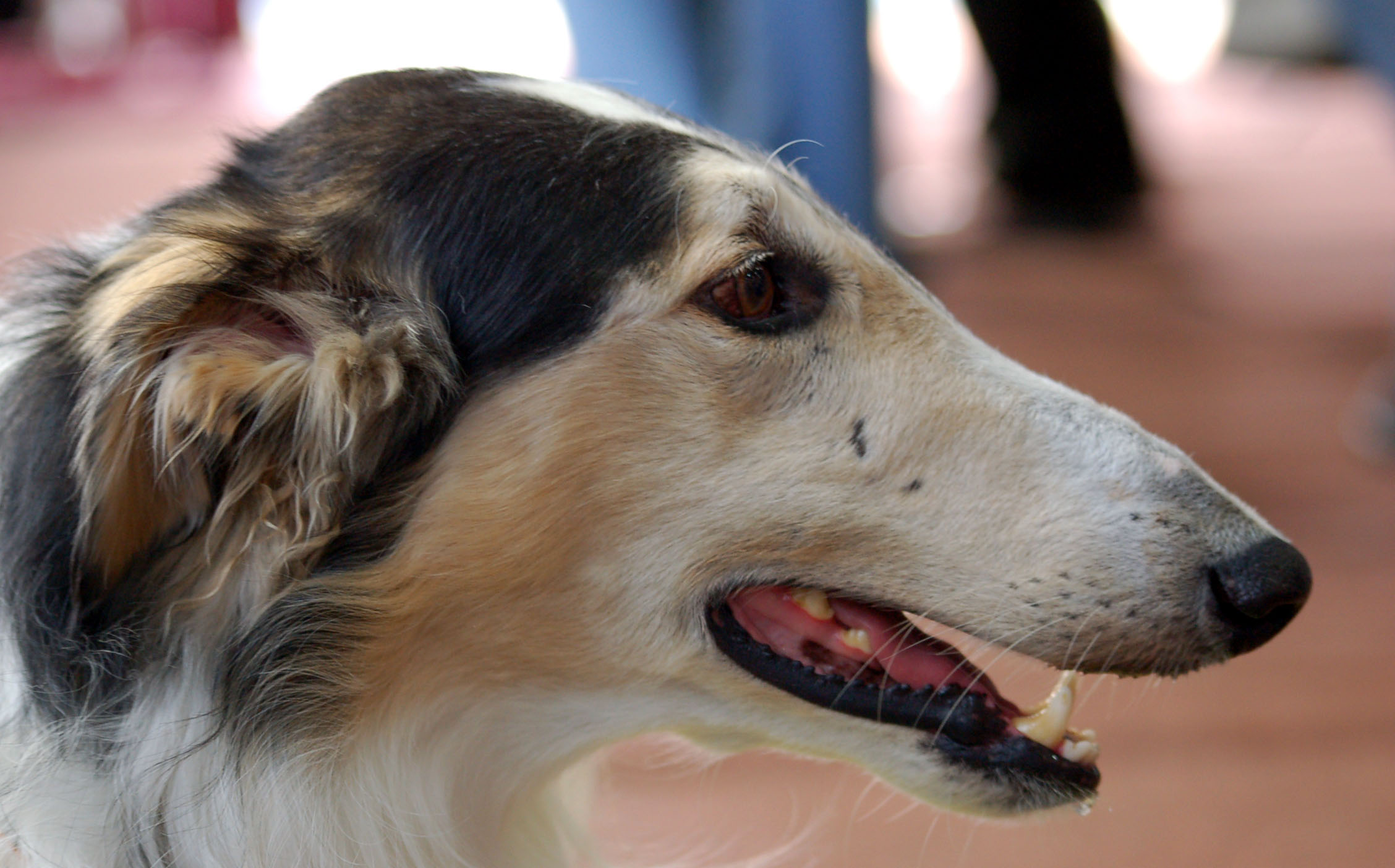
Kufa charta rosyjskiego - Borzoja o budowie dolichocefalicznej
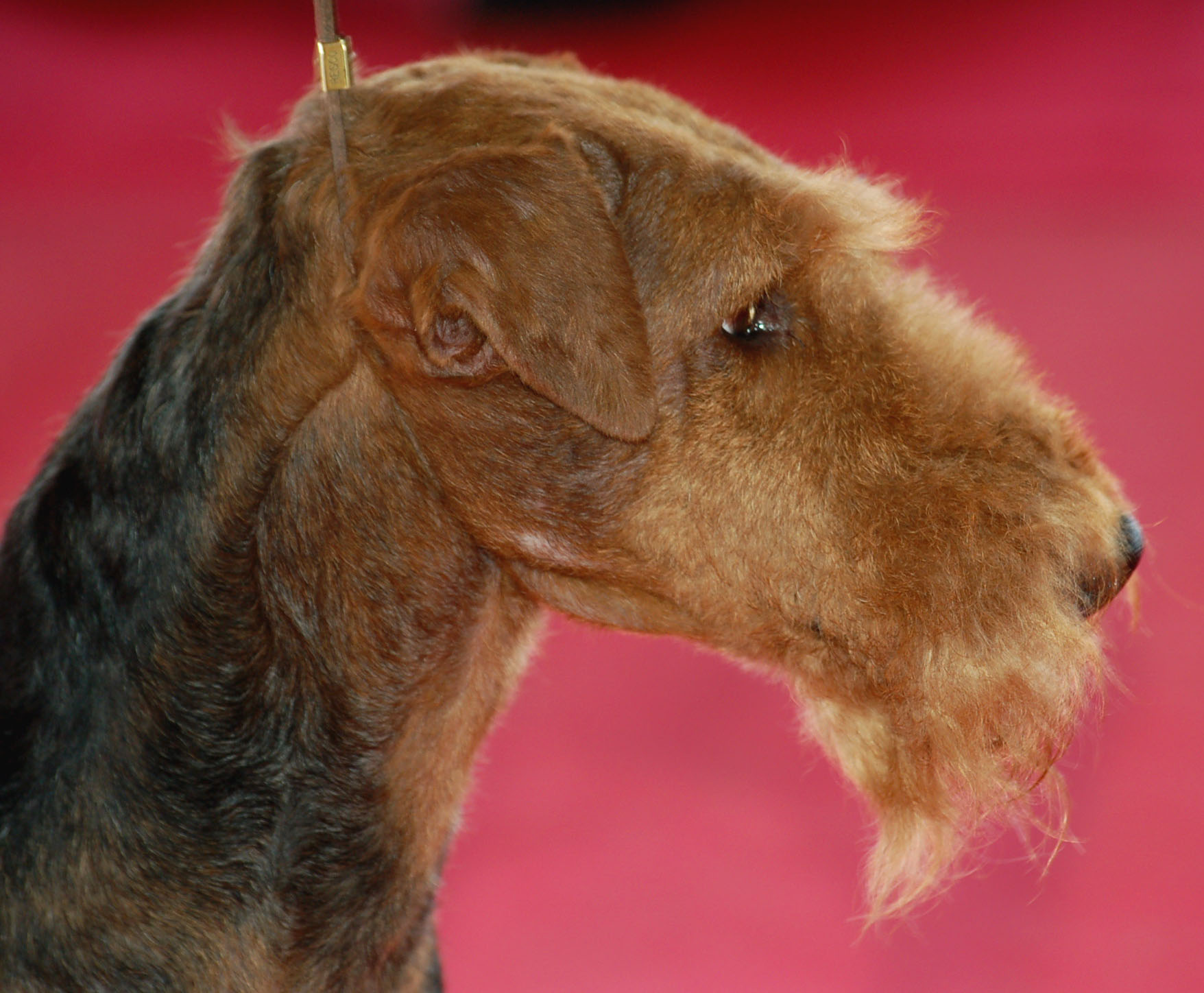
Kufa Airedale teriera
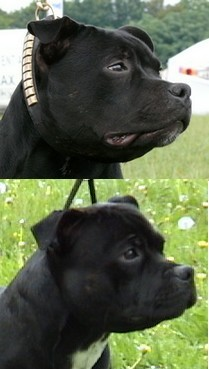
Kufa Staffordshire bull terriera